# Cholodna Hora (metrostation)
Cholodna Hora (Oekraïens: Холодна Гора ⓘ; Russisch: Холодная Гора, Cholodnaja Gora) is een station van de metro van Charkov. Het station werd geopend op 23 augustus 1975 en het is westelijke eindpunt van de Cholodnohirsko-Zavodska-lijn. Het metrostation bevindt zich onder de Poltavskyj Sjlach (Poltavaweg), midden in de gelijknamige wijk in het westen van Charkov. Tot 1996 heette het station, evenals de straat waaronder het gelegen is, Voelytsja Sverdlova (Sverdlovstraat).
Het station is ondiep gelegen en beschikt over een perronhal met ronde zuilen. De wanden langs de sporen zijn bekleed met wit marmer, de vloer is met rood graniet afgewerkt. In de stationshal op de tussenverdieping zijn twee wandcomposities met revolutionaire thema's te zien. Tot 1996 bevond zich hier ook een portret in bas-reliëf van Jakov Sverdlov; tegelijk met de naamswijziging van het station werd het verwijderd. Uitgangen aan beide uiteinden van het eilandperron zijn verbonden met voetgangerstunnels onder de Poltavskyj Sjlach. Op station Cholodna Hora kan worden overgestapt op een meerdere buslijnen naar de westelijke buitenwijken en voorsteden, waardoor het een groot aantal reizigers kent.